# María Emilia Riquelme y Zayas
María Emilia Riquelme y Zayas, in religione Maria di Gesù e dell'Immacolata (Granada, 5 agosto 1847 – Granada, 10 dicembre 1940), è stata una religiosa spagnola, fondatrice della congregazione delle Religiose Missionarie del Santissimo Sacramento e di Maria Immacolata. È stata beatificata nel 2019.

## Biografia
Era figlia del colonnello Joaquín Riquelme y Gómez, capo di stato maggiore, e di sua moglie María Emilia Zayas de la Vega. Orfana di madre all'età di sette anni, fu affidata ai nonni materni che la collocarono in un collegio di Siviglia, dove rimase fino alla maggiore età. Tornata in famiglia, si stabilì con il padre a Madrid, dove iniziò a dedicarsi ad opere caritatevoli.
Su consiglio del cardinale Marcelo Spínola y Maestre, abbracciò la vita religiosa tra le Ancelle del Divin Cuore e fu maestra delle novizie, ma dopo un anno decise di abbandonare la congregazione e tornare in famiglia.
Le fu concesso di custodire il Santissimo Sacramento nel suo oratorio privato per dedicarsi assiduamente all'adorazione eucaristica: su consiglio del suo direttore spirituale, José Moreno y Mazón, arcivescovo di Granada, nel 1896 istituì presso la sua villa di Granada una nuova congregazione per l'adorazione perpetua e l'educazione della gioventù.
La fondatrice prese il nome di madre Maria di Gesù e dell'Immacolata. Sotto il suo governo, la congregazione si diffuse in Spagna, Brasile e Portogallo.

## Il culto
Il decreto sulla eroicità delle virtù e la fama di santità della serva di Dio Maria di Gesù e dell'Immacolata è stato pubblicato il 14 dicembre 2015; il 19 marzo 2019 papa Francesco ha autorizzato la promulgazione del decreto riguardante un miracolo attribuito all'intercessione della venerabile.
Il rito di beatificazione di madre Maria di Gesù e dell'Immacolata, presieduto dal cardinale Giovanni Angelo Becciu, è stato celebrato il 9 novembre 2019 nella cattedrale de la Encarnación di Granada.